# Via dei Georgofili
Via dei Georgofili è una strada del centro storico di Firenze, che va dal lungarno degli Archibusieri (Arco delle Carrozze) a via Lambertesca (Canto di Poggio Secco). Costeggia il retro del lato corto degli Uffizi, e proprio per colpire questo, nel 1993, ebbe qui luogo un attentato di mafia.

## Storia

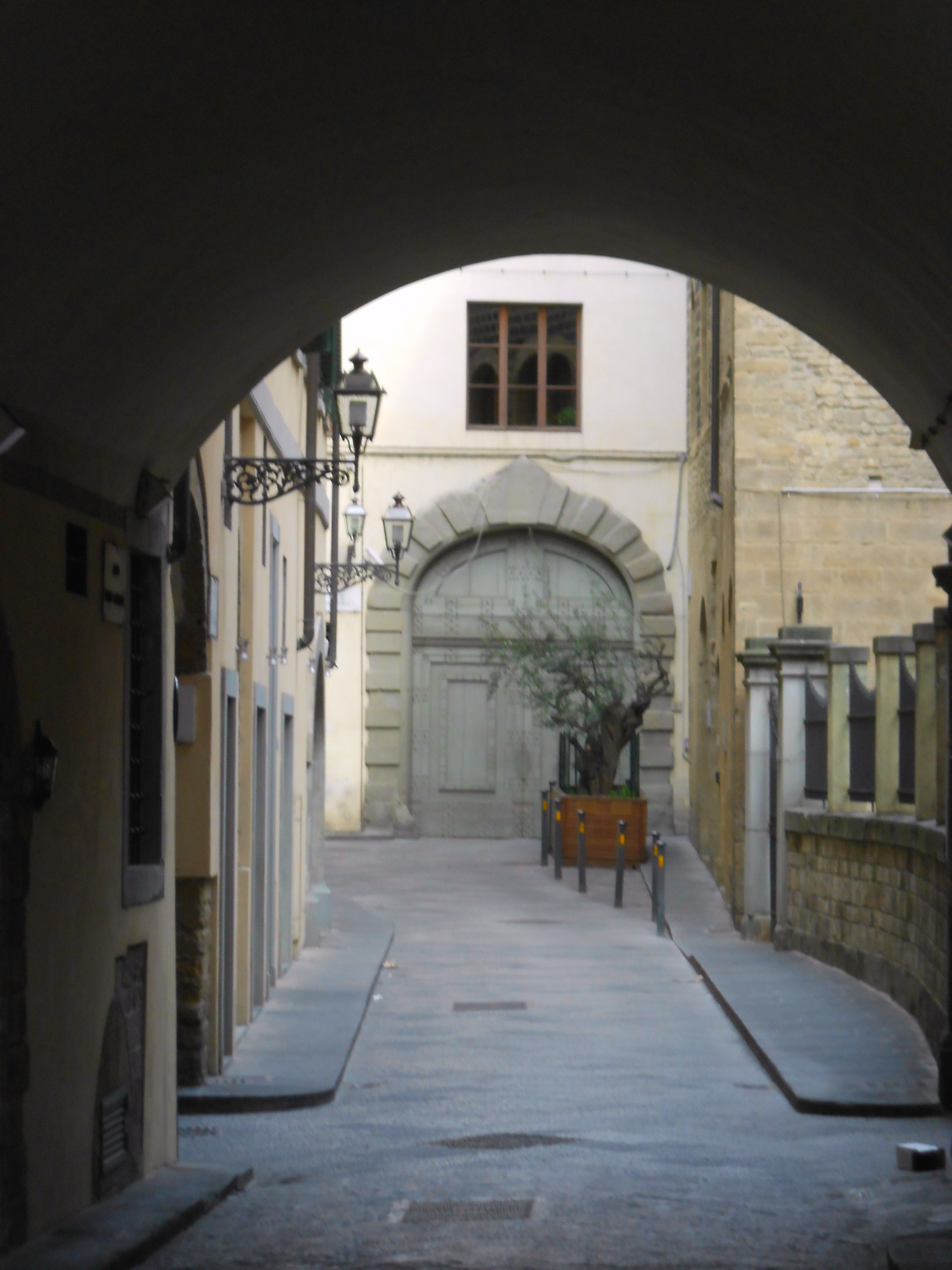
Via dei Georgofili vista dall'Arco delle Carrozze

La via dal 1934 prende il nome dall'Accademia dei Georgofili, fondata dall'abate Ubaldo Montelatici nel 1753 per studiare i problemi dell'agricoltura, che nel 1933 si trasferì nel palazzo dei Pulci e in alcuni locali degli Uffizi. Quest'accademia fu la prima in Europa nata per promuovere gli studi sull'agricoltura (georgofilo significa proprio cultore degli studi agrari), e fu sostenuta dal granduca Pietro Leopoldo che promosse un'ampia riforma agraria.
Fino ad allora la strada si era chiamata via delle Carrozze, perché vi si trovavano le rimesse delle carrozze granducali fin dai tempi di Cosimo I de' Medici: a ricordo di questa denominazione, il primo tratto coperto della strada si chiama ancora Arco delle Carrozze (su alcune pubblicazioni "volta delle Carrozze").
Più anticamente ancora la strada si era chiamata via de' Pulci e volta degli Uguccioni, dai nomi di famiglie che avevano avuto qui le loro case. Più oscuro è il significato del Canto di Poggio Secco, in angolo con via Lambertesca. Nell'assenza di rilievi noti in questo punto, per quanto piccoli e successivamente livellati, si è ipotizzato che si possa riferire alla vista, un tempo sgombra, che da questo punto si doveva avere sul colle delle "Rovinate" sull'altra sponda dell'Arno, "secco" perché privo di alberi essendo stato più volte soggetto a smottamenti.

### La strage del 1993
Il 27 maggio 1993 quasi duecentoottanta chili di tritolo esplosero da un mezzo parcheggiato in via dei Georgofili quasi all'angolo con via Lambertesca. Cinque persone vi furono uccise, tra cui una neonata e una bambina di nove anni, e quarantotto rimasero ferite. Bersagli dell'attentato erano la Galleria degli Uffizi e il Corridoio vasariano, che proprio qui si dirama verso il Lungarno. Alcune aree di questi edifici monumentali ricevettero danni gravi ma non subirono crolli: andarono perdute alcune tele del museo (opere di Gherardo delle Notti, Bartolomeo Manfredi e altri), ma i capolavori più noti si salvarono perché protetti da vetri che attutirono l'urto. Crollarono invece metà del palazzo dei Pulci, sede dell'Accademia, e l'edificio residenziale antistante, dove si registrò il maggior numero di vittime. I libri dell'accademia invece furono miracolosamente recuperati.
La strage venne inquadrata nell'ambito della feroce risposta di Cosa Nostra all'applicazione dell'articolo 41 bis che prevedeva il carcere duro e l'isolamento per i mafiosi. Nello stesso anno furono compiuti gli attentati alle chiese di Roma (San Giovanni in Laterano e San Giorgio al Velabro) e a Milano la strage di via Palestro.
La ricostruzione fu celere: già nel 1996 si restituiva la sede dell'Accademia dei Georgofili, al termine di un restauro che aveva lasciato un segno di demarcazione tra le parti originali e quelle riedificate.

## Descrizione

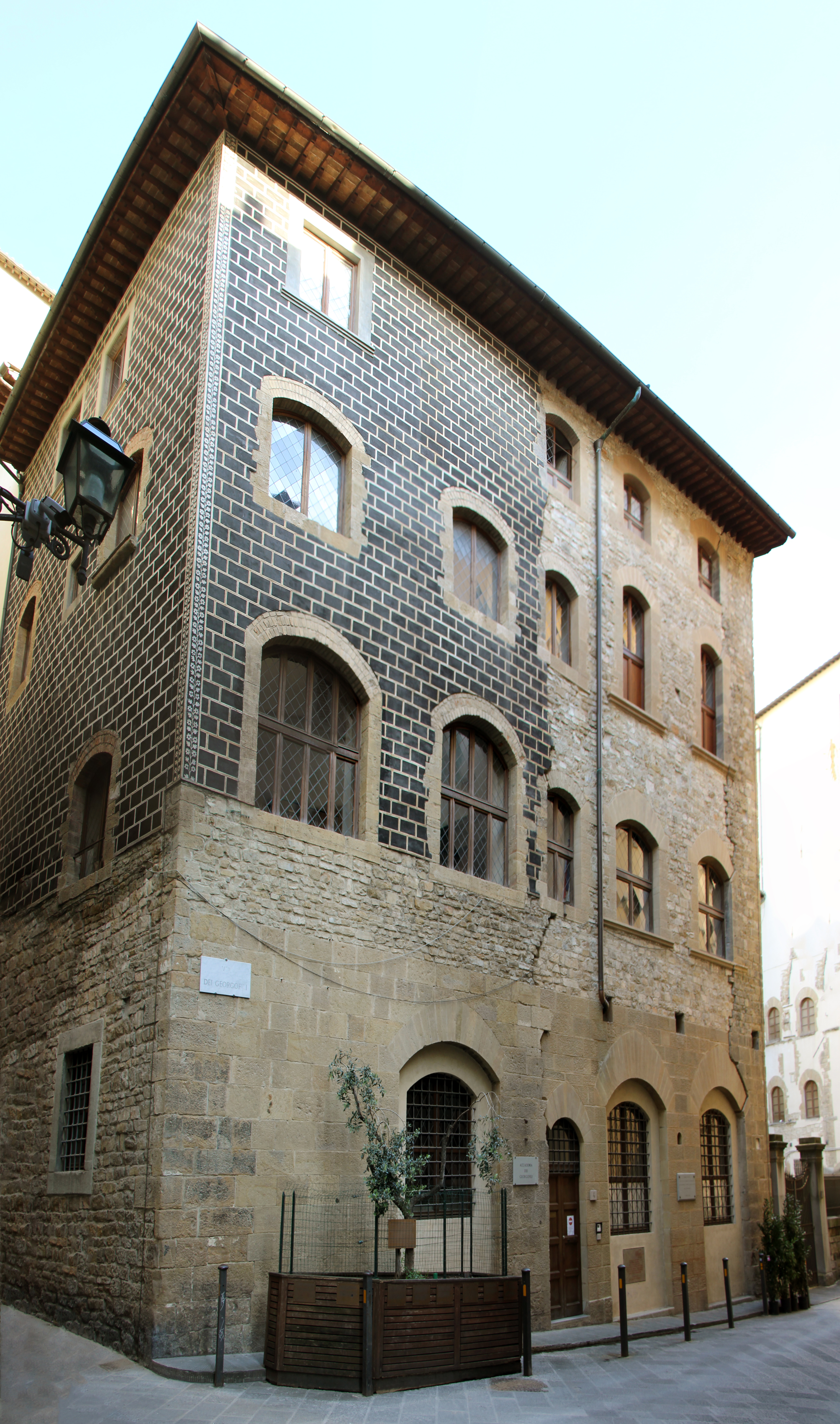
La torre dei Pulci

### Edifici
La strada è quasi interamente occupata sul lato est dal retro del complesso degli Uffizi, che non presenta valori architettonici, ma un semplice cortile recintato di servizio e alcune finestre senza decorazioni. All'angolo con via Lambertesca si leva la torre dei Pulci, un palazzetto che appartenne a quella famiglia, in cui visse anche il poeta Luigi Pulci, è che è la sede dell'Accademia dei Georgofili, sebbene l'accesso principale all'istituto avvenga da un portale sul lato corto del loggiato degli Uffizi. Per quanto riguarda la porzione distrutta i lavori videro la reintegrazione della facciata con materiale lapideo simile all'originale, tuttavia evidenziata sia da un vistoso giunto che profila l'area interessata, sia da una depressione della regione parietale rispetto alla porzione originale, e questo sia in ossequio a una possibile prassi propria del restauro architettonico, sia, soprattutto, per la volontà di "conservare i segni della ferita per non dimenticare".
Sull'altro lato della strada, al n. 1, si trova l'ingresso dell'albergo degli Orafi, situato in un palazzo che ingloba un'antica torre, presumibilmente da identificare con quella della consorteria degli Importuni. Distrutta dai ghibellini nel 1260 fu ricostruita successivamente: di questo periodo si conserva una porzione di parete dipinta con uccelli e un motivo ondato. Bargellini e Guarnieri situano qui le case degli Arnolfi, unificate e trasformate in palazzo dagli Uguccioni, nei pressi dell'arco delle Carrozze. Nel 1515 l'edificio fu acquisito dagli Agostiniani che in quegli anni si erano insediati nella vicina chiesa di Santo Stefano al Ponte e che continuarono ad amministrare la proprietà fino al 1783. Nell'Ottocento l'edificio fu occupato dalla pensione Quisisana, frequentata da intellettuali e artisti, soprattutto anglosassoni. Anche nel corso del Novecento la pensione mantenne pressoché invariato il carattere avuto nel secolo precedente, tanto da essere scelto, nel 1985, dal regista James Ivory per ambientarvi alcune scene della versione cinematografica del romanzo di Edward Morgan Forster A Room with a View (Camera con vista), assieme all'Hotel Jennings Riccioli in Lungarno delle Grazie 2.
Gli altri edifici della strada hanno un carattere residenziale senza particolari segni di distinzione. All'angolo presso il numero 3 si trova l'edificio dell'Antico Fattore, ristorante storico con ingresso da via Lambertesca.

### Memoriali

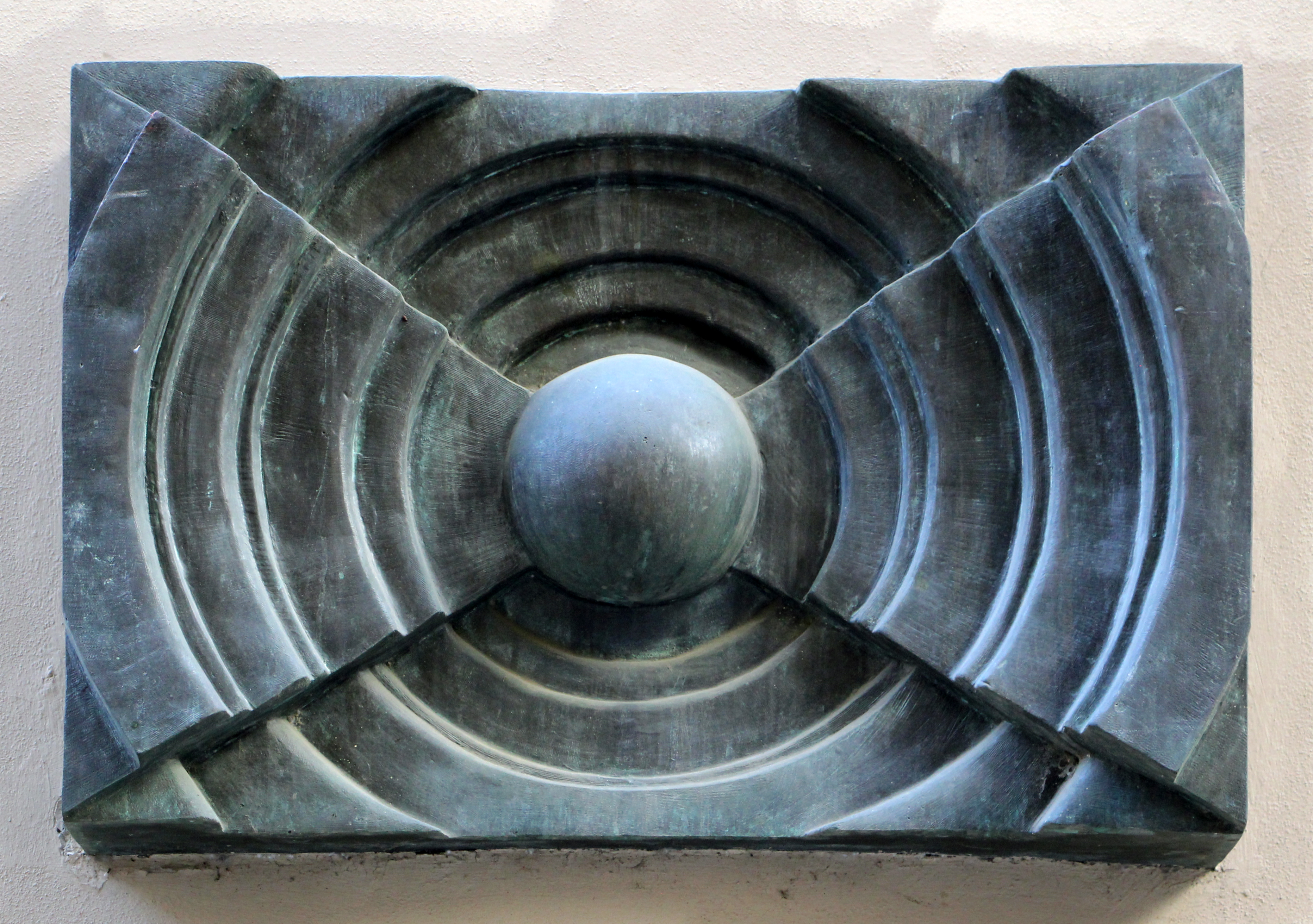
Memoriale dell'esplosione

Sul lato opposto alla torre dei Pulci, proprio dove si trovava parcheggiata l'autobomba che esplose la notte del 27 maggio 1993, si trova una placca che evoca l'onda d'urto dell'esplosione, installata nel 2008. La dedica su una placchetta recita:
| ORE 1.04 - LA STRAGE Alla memoria degli innocenti Che in questa strada Per un vile attentato Persero la vita La Città di Firenze, 26 maggio 2008 |

Il primo memoriale della strage è stato un Olivo della pace, caratterizzato da una pianta viva di ulivo, simbolo di pace, sulla cui base erano appesa targhe in ottone con scritte di pace in molte lingue diverse e, più in alto, i nomi delle vittime.
Sostituita più volte e sempre sofferente per l'impropria collocazione "cittadina", al posto della pianta è stato collocato un monumento in bronzo dello scultore Andrea Roggi che rappresenta l'albero con le sue profonde radici, inaugurato il 13 settembre 2021. La dedica del monumento, sulla cancellata degli Uffizi, riporta le parole: «La Galleria degli Uffizi / a vent'anni dall'attentato / 27 maggio 2013 / La bellezza è figura del bene / Roberto Barni / I passi d'oro / 2013 / "History, culture and the arts need to be protected for future generations».

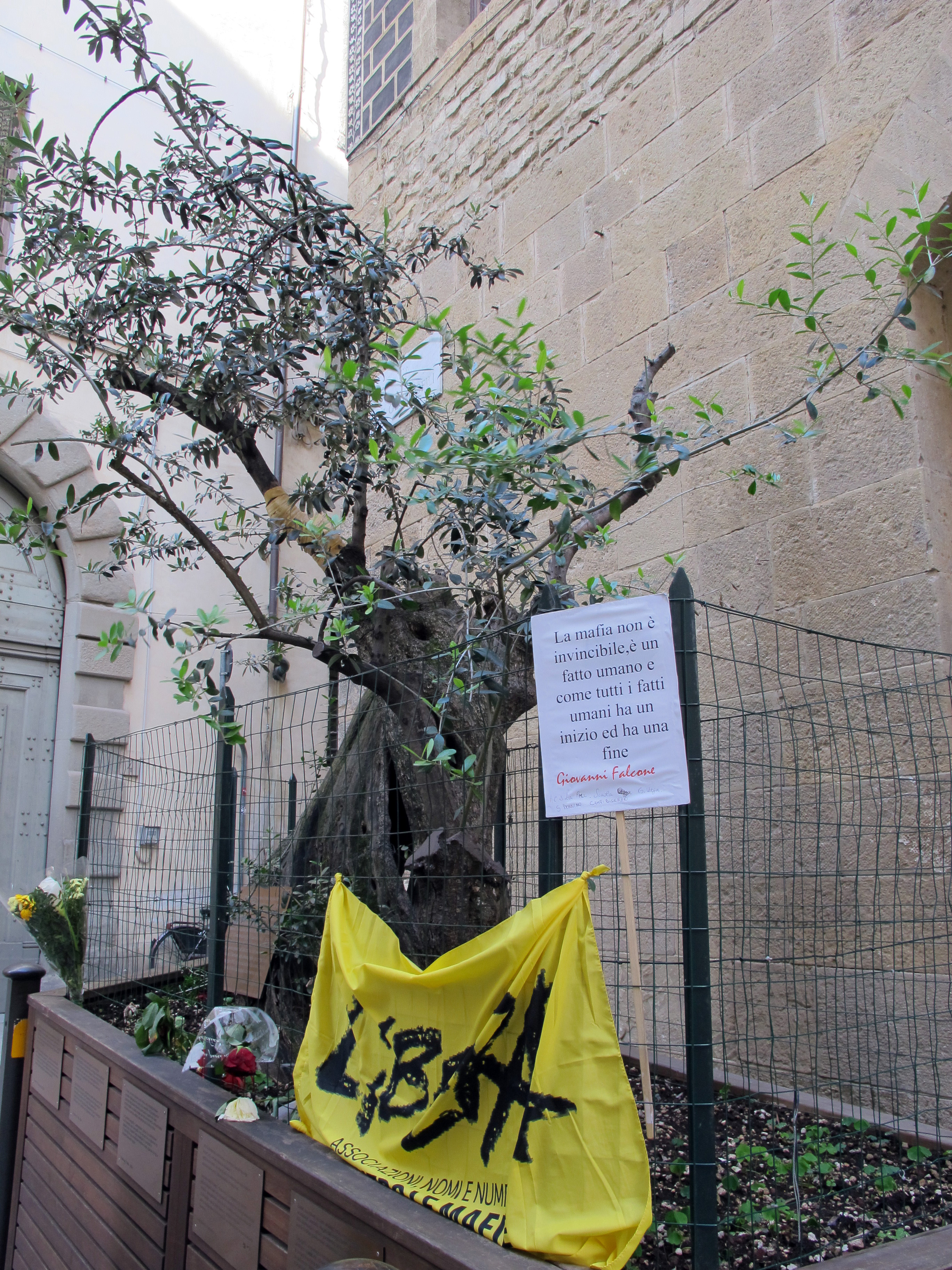
L'Olivo della Pace nel 2013
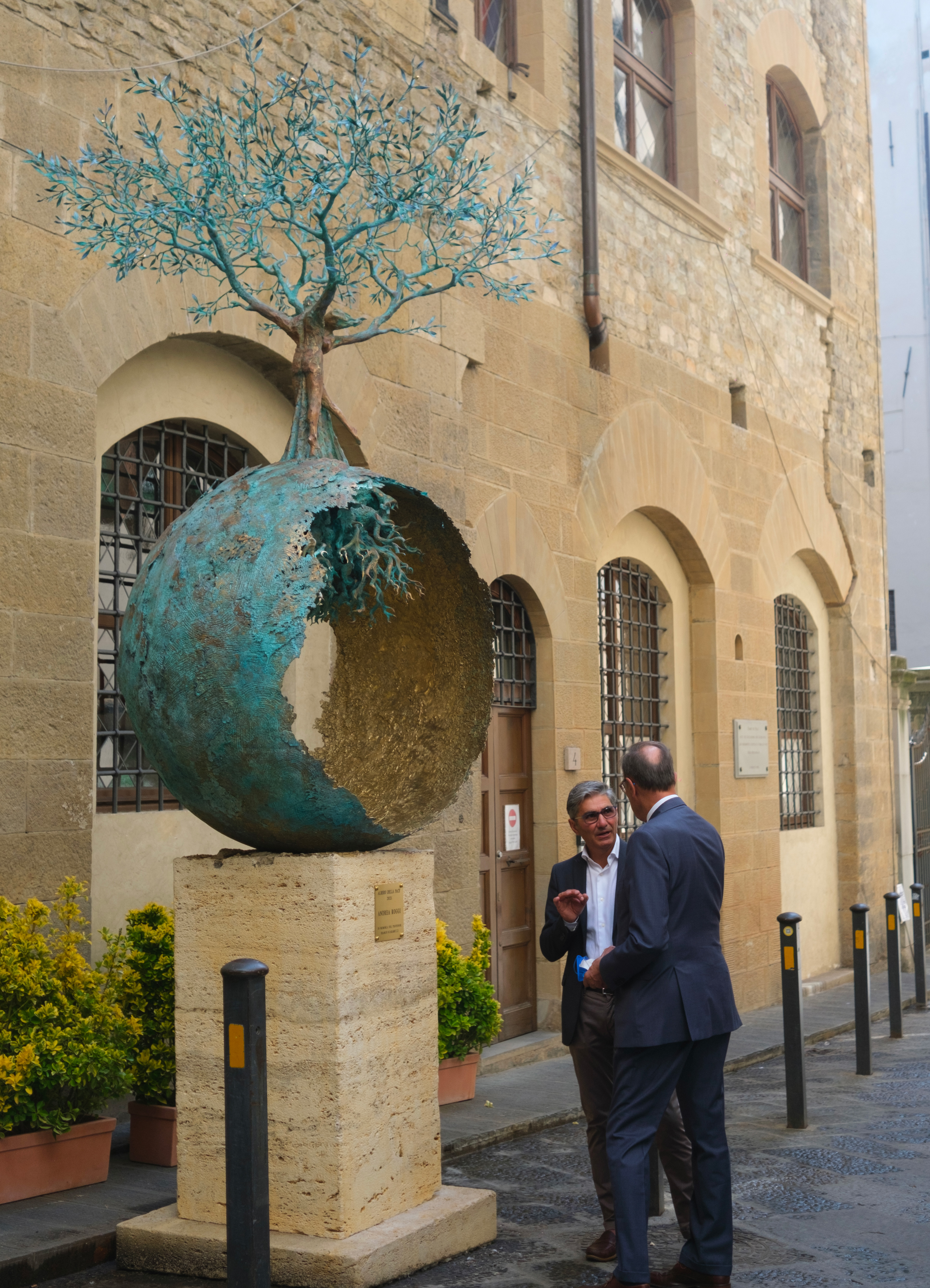
Il nuovo monumento

Sulla parete del complesso degli Uffizi inoltre, in occasione del ventannale della strage del 27 maggio 2013, era stato inaugurato il memoriale I Passi d'oro dello scultore Roberto Barni, che rappresenta una figura che cammina su una lama con altre figurine, e che è collocata a 15 metri d'altezza.

### Lapidi
Sotto una finestra, a destra del portale della torre dei Pulci, una lapide ricorda l'attentato e le vittime, in particolare la piccola vittima Nadia Nencioni:
| \| \| IL TRAMONTO IL POMERIGGIO SE NE VA IL TRAMONTO SI AVVICINA UN MOMENTO STUPENDO IL SOLE STA ANDANDO VIA (A LETTO) È GIÀ SERA E TUTTO È FINITO NADIA NENCIONI \| \| TUTTO VOLLE QUI FINITO UNA BOMBA ASSASSINA PER LA PICCOLA POETESSA PER LA SORELLA CATERINA APPENA NATA PER I GENITORI FABRIZIO E ANGELAMARIA PER LO STUDENTE DARIO CAPOLICCHIO LA NOTTE DEL 27 MAGGIO 1993 VIVONO TUTTI NEL CUORE DEI FIORENTINI \| \| | |
| | IL TRAMONTO IL POMERIGGIO SE NE VA IL TRAMONTO SI AVVICINA UN MOMENTO STUPENDO IL SOLE STA ANDANDO VIA (A LETTO) È GIÀ SERA E TUTTO È FINITO NADIA NENCIONI |
| TUTTO VOLLE QUI FINITO UNA BOMBA ASSASSINA PER LA PICCOLA POETESSA PER LA SORELLA CATERINA APPENA NATA PER I GENITORI FABRIZIO E ANGELAMARIA PER LO STUDENTE DARIO CAPOLICCHIO LA NOTTE DEL 27 MAGGIO 1993 VIVONO TUTTI NEL CUORE DEI FIORENTINI | |

Sullo stesso edificio, poco più a destra, una lapide ricorda il suo restauro:
| TORRE DE' PULCI SEDE DELL'ACCADEMIA DEI GEORGOFILI. QUI DURAMENTE COLPITA IL 27 MAGGIO 1993. OGGI RESTAURATA 11 MARZO 1996 |

### Tabernacoli

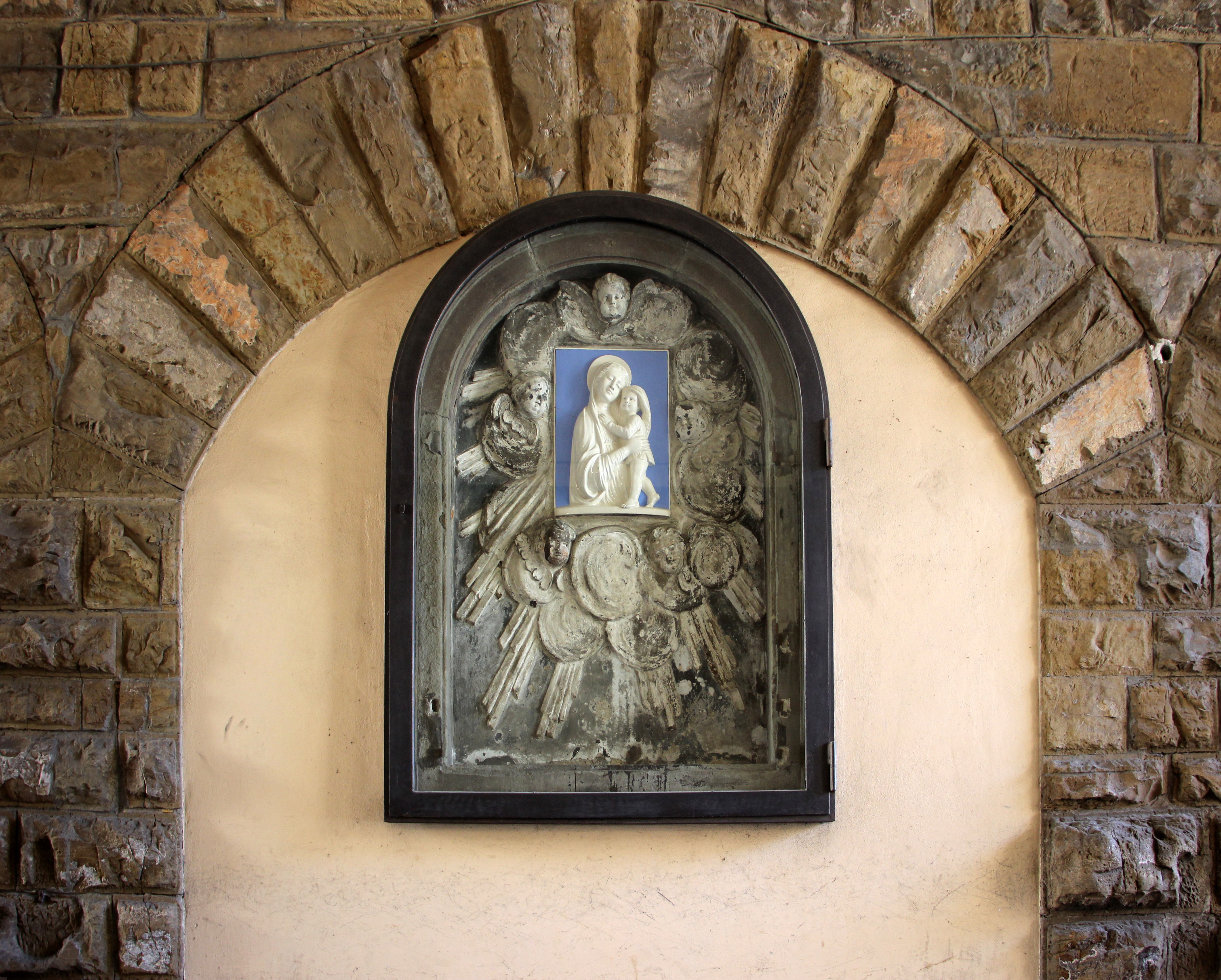
Il tabernacolo dell'Arco delle Carrozze

Sotto l'arco delle Carrozze si trova un tabernacolo con una grande cornice di cherubini in stucco, settecentesca, e al centro una robbiana moderna che sostituisce un'immagine votiva in stucco più antica e perduta forse con l'alluvione del 1966. Nelle foto d'epoca vi si vede una Madonna col Bambino energicamente restaurata nel 1953, nell'ambito della riqualificazione voluta in questa zona dal Comitato per l'Estetica cittadina.